# Dunker
A dunker norvég kutyafajta.

## Történet
Kialakulása az 1800-as évekre tehető. Kialakulása Wilhelm Dunker, norvég tenyésztő nevéhez fűződik, aki az orosz harlekin kopót keresztezte más, megbízható szaglású fajtákkal. Az utódok ezért már nem szemmel, hanem szagnyomok alapján kutatták fel a zsákmányt. A dunker az utóbbi időben hazáján kívül is egyre népszerűbb. 

## Külleme
Marmagassága 47-57 centiméter, tömege 16-22 kilogramm. Kecses, könnyed felépítésű, mégis erőteljes, higgadt, elegáns megjelenésű kutya. Vastag, sima szőrzete rendszerint cserszínű, fehér jegyekkel, a háton kéken márványozott vagy fekete foltos nyereggel. Nagy munkabírású, igénytelen állat. A nagy hideget és a nehéz talajt egyaránt jól tűri. 

## Jelleme
Természete barátságos és értelmes.  